# Brad Wilk
Brad Wilk (født 5. september 1968 i Portland, Oregon, USA) er en amerikansk musiker, bedst kendt som trommeslager i de amerikanske rockbands Rage Against The Machine og Audioslave.

## Musik karriere

### Tidlig karriere
Brad Wilk startede sin karriere som trommeslager i 1989 i bandet Lock Up, som udgav albummet "Something Bitchin' This Way Comes", i samme år på Geffen Records. Albummet fik opmærksomhed i medierne, men bandet slog dog aldrig igennem og i 1990 gik de i opløsning.
Guitaristen Tom Morello havde hørt om bandet, og tog i 1991 kontakt med Brad Wilk. Tom Morello var på det tidspunkt aktiv på forskellige hiphopklubber i Los Angeles sammen med Zack de la Rocha. I sommeren 1991 dannede de sammen med Tim Commerford deres band Rage Against The Machine, som året efter udgav sit første album "Rage Against The Machine".
I år 2000 gik Rage Against The Machine i opløsning, og Brad Wilk var med til at starte et nyt band, kaldet Audioslave. I 2012 gik han i studiet med Black Sabbath for at deltage i indspilningerne af deres genforeningsalbum, 13.

## Diskografi

### Rage Against The Machine
- 1992 – Rage Against The Machine
- 1996 – Evil Empire
- 1999 – The Battle Of Los Angeles
- 2000 – Renegades

### Audioslave
- 2002 – Audioslave
- 2005 – Out Of Exile
- 2006 – Revelations